# 三角フラスコ

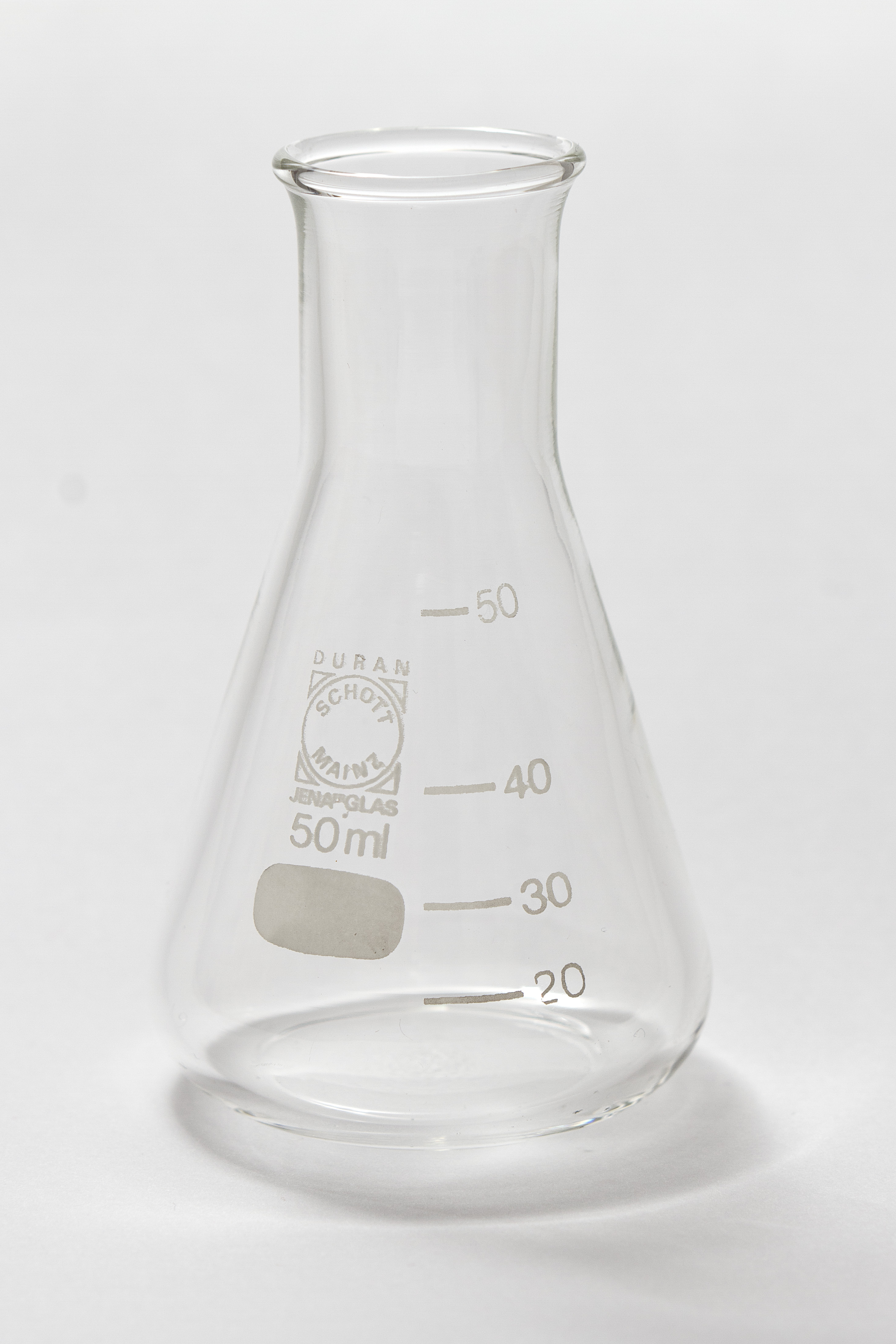
三角フラスコ

三角フラスコの種類

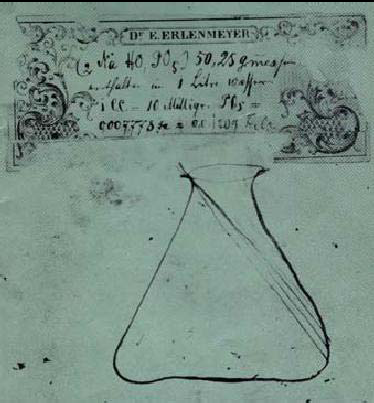
三角フラスコの原図

滴定に使われる三角フラスコ

三角フラスコ（さんかくフラスコ、英語: Conical flask、Erlenmeyer flask）、またはエルレンマイヤーフラスコは、平らな底面、円錐状の胴体、円筒状の首が特徴の実験室用フラスコの一種である。名称は1860年にこのフラスコを発明したドイツの化学者エミール・エルレンマイヤーに因む。

## 設計
三角フラスコは土台が広く、上に向かって徐々に細くなり、先には短い垂直の首が付いている。目盛り付きのものもあり、鉛筆で印が付けられるすりガラスあるいはエナメルの場所があることが多い。ビーカーとは、胴体が細くなっていく点と細い首が異なっている。
三角フラスコの口は脱脂綿やゴム栓等を使用して栓をできるようにビーズ玉のようなリップを持つこともある。あるいは、首はガラス栓が仕えるように雌型すり合わせが装着されていることもある。

## 使用
三角フラスコの細くなった上側と細い首によって、こぼれる危険性を抑えながらグルグル回してフラスコの内容物を混合することができる。このため、滴定に適している。このような特徴は同様に、沸騰した液体を扱うのにも適している。熱い蒸気はフラスコの上部で凝結するため、溶媒の損失を減らすことができる。フラスコの細い首はろ過漏斗を支えることもできる。後半の2つの特長は、再結晶操作での使用に特に適している。
三角フラスコは、微生物培養物の調製のために微生物学でも使われる。細胞培養用のプラスチック製あるいはガラス製三角フラスコは滅菌して使用され、インキュベーションや振盪の間のガス交換を促進するためのベント弁を備えていることもある。
違法薬物製造業者を妨げるため、アメリカ合衆国テキサス州は必要許可を持つ業者のみに三角フラスコの販売を限定している。